# 163-й истребительный авиационный полк
163-й истребительный авиационный полк — воинская часть Вооружённых сил СССР в Великой Отечественной войне.

## История
В составе действующей армии с 22 июня 1941 по 30 июня 1941, с 31 июля 1941 по 15 октября 1941, с 17 декабря 1941 по 16 ноября 1942, с 8 мая 1943 по 15 ноября 1943, и 16 марта 1944 по 9 мая 1945 с  года.
На 22 июня 1941 года базировался на аэродроме в Могилёве и Лубнище, имея в наличии 59 самолётов И-16 (из них 3 неисправных). С 22 июня 1941 года приступил к боевым действиям над Минском, за один день 24 июня 1941 года сбил в воздушных боях 21 самолёт противника, что явилось лучшим результатом действий одного соединения ВВС РККА в первые дни войны. Затем ведёт боевые действия в Белоруссии, в частности вылетает на штурмовку  Бобруйска. Выведен на переформирование 1 июля 1941 года, получил самолёты Як-1, 31 июля 1941 года вновь приступил к боевым действиям. В августе 1941 года базируется на аэродроме у деревни Старостелье, Сапроновского сельсовета Смоленской области,  ведёт бои в районе Смоленск — Ельня — Починок, так, 30 августа 1941 года штурмует аэродром Сощенское Смоленской области.
По октябрь 1941 года действует в интересах 24-й армии, так 4 октября 1941 года действует над Можайском, 15 октября 1941 года отведён на переформирование, 17 декабря 1941 года вошёл в составе 6-го истребительного авиакорпуса ПВО, который прикрывал Москву. В начале января 1942 года базируется на аэродроме Кострубли, Фировского района Калининской области. В этот период имел в своём составе 18 самолётов Як-1, из них 10 исправных. Во второй половине января передан в 7-ю смешанную авиационную дивизию, ведёт боевые действия в частности, в районе Холма
Затем действует на Калининском фронте, в мае 1942 базируется на аэродроме Федотово Торопецкого района Калининской области, так 5 марта 1942 года прикрывает Ил-2 при штурмовке аэродрома Ржев, в июне 1942 года прикрывает Ил-2 6-го гвардейского штурмового авиационного полка при налётах на Оленино и Ржев в августе 1942 года ведёт боевые действия в районе Ржева, Зубцова, прикрывает Пе-2.
В мае 1943 года переброшен под Курск, до начала Курской битвы ограничивается в основном разведкой, однако в течение месяца сбил 16 самолётов. Базировался в местечке Калпна под Курском. 6 июля 1943 года действует в районе Поныри -— Малоархангельск. На 8 июля 1943 года в полку насчитывалось только 8 самолётов Як-1 и Як-7Б. 10 июля 1943 года прикрывает наземные войска на северном фасе Курской Дуги в районе Ольховатки, в ходе наступления действует в районах Малоархангельска и Севска. 5 августа 1943 года прикрывает в районе Кром переправу2-й танковой армии через реку Крома. Затем получил самолёты Як-9Д, наступая до осени 1943 года, действует в Орловской и Брянской областях, восточной Белоруссии.
В ноябре 1943 года отведён на переформирование, переформировывается в городе Рогань. В марте 1944 года переброшен под Ковель, действует в районе Ковель — Любомль — Тужиск, базируясь недалеко от Луцка. Так 30 апреля 1944 года прикрывает группу Ил-2, наносивших удар по целям в районе Тужиск — Дулибы.
Участвовал в операции «Багратион», действуя в районе Ковеля, а с развитием наступления и западнее, на территории Польши. В ходе наступления получил истребители Як-9Т, вооружённые 37-мм автоматической пушкой НС-37. Действует над Вислой до сентября 1944 года.
В октябре 1944 года получил на вооружение экспериментальные самолёты Як-9У в количестве 32 машин, и в 1944 году являлся единственным полком в ВВС РККА вооружённой этой модификацией самолёта Як-9. В связи с получением экспериментальных самолётов, был переведён на более спокойный участок фронта в Прибалтику С 25 октября 1944 года начал действовать в районе Тукумса — Либавы, вёл бои с JG51, JG54, SG3, в основном прикрывая от атак самолётов из состава этих групп свои штурмовики и бомбардировщики.
За два месяца испытаний, с октября по декабрь 1944 года, лётчики полка на этих машинах провели 398 самолётовылетов и в 18 воздушных боях сбили 27 FW-190А и 1 Bf-109G. Потери составили два Як-9У.
До конца войны действует в районе Курляндского полуострова.
После ВОВ полк был передислоцирован в город Бобруйск (БВО).
С 1955 до расформирования в марте 1958г полк находился на аэродроме города Бобруйск

## Полное наименование
- 163-й истребительный авиационный Седлецкий Краснознамённый полк

## Подчинение
| Дата            | Фронт (округ)                                  | Армия                | Корпус                                    | Дивизия                                  | Примечания                                            |
| --------------- | ---------------------------------------------- | -------------------- | ----------------------------------------- | ---------------------------------------- | ----------------------------------------------------- |
| 22.06.1941 года | Западный фронт                                 | -                    | -                                         | 43-я истребительная авиационная дивизия  | -                                                     |
| 01.07.1941 года | -                                              | -                    | -                                         | -                                        | точных данных не имеется, на переформировании         |
| 10.07.1941 года | -                                              | -                    | -                                         | -                                        | точных данных не имеется, на переформировании         |
| 01.08.1941 года | Западный фронт                                 | -                    | -                                         | 47-я смешанная авиационная дивизия       | -                                                     |
| 01.09.1941 года | Резервный фронт                                | 24-я армия           | -                                         | -                                        | -                                                     |
| 01.10.1941 года | Резервный фронт                                | 24-я армия           | -                                         | -                                        | -                                                     |
| 01.11.1941 года | -                                              | -                    | -                                         | -                                        | точных данных не имеется, на переформировании         |
| 01.12.1941 года | -                                              | -                    | -                                         | -                                        | точных данных не имеется, на переформировании         |
| 01.01.1942 года | Московский военный округ                       | -                    | 6-й истребительный авиационный корпус ПВО | -                                        | -                                                     |
| 01.02.1942 года | Калининский фронт                              | 3-я ударная армия    | -                                         | 7-я смешанная авиационная дивизия        | -                                                     |
| 01.03.1942 года | Калининский фронт                              | -                    | -                                         | -                                        | -                                                     |
| 01.04.1942 года | Калининский фронт                              | 3-я ударная армия    | -                                         | -                                        | -                                                     |
| 01.05.1942 года | Калининский фронт                              | 3-я ударная армия    | -                                         | -                                        | -                                                     |
| 01.06.1942 года | Калининский фронт                              | 3-я воздушная армия  | -                                         | 211-я смешанная авиационная дивизия      | -                                                     |
| 01.07.1942 года | Калининский фронт                              | 3-я воздушная армия  | -                                         | 211-я смешанная авиационная дивизия      | с 10.07.1942 210-я истребительная авиационная дивизия |
| 01.08.1942 года | Калининский фронт                              | 3-я воздушная армия  | -                                         | 210-я истребительная авиационная дивизия | -                                                     |
| 01.09.1942 года | Калининский фронт                              | 3-я воздушная армия  | -                                         | 210-я истребительная авиационная дивизия | -                                                     |
| 01.10.1942 года | Калининский фронт                              | 3-я воздушная армия  | -                                         | 210-я истребительная авиационная дивизия | -                                                     |
| 01.11.1942 года | Калининский фронт                              | 3-я воздушная армия  | -                                         | 210-я истребительная авиационная дивизия | -                                                     |
| 01.12.1942 года | -                                              | -                    | -                                         | -                                        | точных данных не имеется, на переформировании         |
| 01.01.1943 года | Резерв Ставки ВГК                              | -                    | -                                         | -                                        | -                                                     |
| 01.02.1943 года | Сибирский военный округ                        | -                    | -                                         | -                                        | -                                                     |
| 01.03.1943 года | Сибирский военный округ                        | -                    | -                                         | -                                        | -                                                     |
| 01.04.1943 года | Резерв Ставки ВГК                              | -                    | -                                         | 273-я истребительная авиационная дивизия | -                                                     |
| 01.05.1943 года | Резерв Ставки ВГК                              | -                    | -                                         | 273-я истребительная авиационная дивизия | -                                                     |
| 01.06.1943 года | Центральный фронт                              | 16-я воздушная армия | 6-й истребительный авиационный корпус     | 273-я истребительная авиационная дивизия | -                                                     |
| 01.07.1943 года | Центральный фронт                              | 16-я воздушная армия | 6-й истребительный авиационный корпус     | 273-я истребительная авиационная дивизия | -                                                     |
| 01.08.1943 года | Центральный фронт                              | 16-я воздушная армия | 6-й истребительный авиационный корпус     | 273-я истребительная авиационная дивизия | -                                                     |
| 01.09.1943 года | Центральный фронт                              | 16-я воздушная армия | 6-й истребительный авиационный корпус     | 273-я истребительная авиационная дивизия | -                                                     |
| 01.10.1943 года | Центральный фронт                              | 16-я воздушная армия | 6-й истребительный авиационный корпус     | 273-я истребительная авиационная дивизия | -                                                     |
| 01.11.1943 года | Белорусский фронт                              | 16-я воздушная армия | 6-й истребительный авиационный корпус     | 273-я истребительная авиационная дивизия | -                                                     |
| 01.12.1943 года | Харьковский военный округ                      | -                    | -                                         | 336-я истребительная авиационная дивизия | -                                                     |
| 01.01.1944 года | Харьковский военный округ                      | -                    | -                                         | 336-я истребительная авиационная дивизия | -                                                     |
| 01.02.1944 года | Харьковский военный округ                      | -                    | -                                         | 336-я истребительная авиационная дивизия | -                                                     |
| 01.03.1944 года | Харьковский военный округ                      | -                    | -                                         | 336-я истребительная авиационная дивизия | -                                                     |
| 01.04.1944 года | 2-й Белорусский фронт                          | 6-я воздушная армия  | -                                         | 336-я истребительная авиационная дивизия | -                                                     |
| 01.05.1944 года | 1-й Белорусский фронт                          | 6-я воздушная армия  | -                                         | 336-я истребительная авиационная дивизия | -                                                     |
| 01.06.1944 года | 1-й Белорусский фронт                          | 6-я воздушная армия  | -                                         | 336-я истребительная авиационная дивизия | -                                                     |
| 01.07.1944 года | 1-й Белорусский фронт                          | 6-я воздушная армия  | -                                         | 336-я истребительная авиационная дивизия | -                                                     |
| 01.08.1944 года | 1-й Белорусский фронт                          | 6-я воздушная армия  | 1-й смешанный авиационный корпус          | 336-я истребительная авиационная дивизия | -                                                     |
| 01.09.1944 года | 1-й Белорусский фронт                          | 6-я воздушная армия  | 1-й смешанный авиационный корпус          | 336-я истребительная авиационная дивизия | -                                                     |
| 01.10.1944 года | 3-й Прибалтийский фронт                        | 14-я воздушная армия | -                                         | 336-я истребительная авиационная дивизия | -                                                     |
| 01.11.1944 года | 1-й Прибалтийский фронт                        | 3-я воздушная армия  | -                                         | 336-я истребительная авиационная дивизия | -                                                     |
| 01.12.1944 года | 1-й Прибалтийский фронт                        | 3-я воздушная армия  | -                                         | 336-я истребительная авиационная дивизия | -                                                     |
| 01.01.1945 года | 1-й Прибалтийский фронт                        | 3-я воздушная армия  | -                                         | 336-я истребительная авиационная дивизия | -                                                     |
| 01.02.1945 года | 1-й Прибалтийский фронт                        | 3-я воздушная армия  | -                                         | 336-я истребительная авиационная дивизия | -                                                     |
| 01.03.1945 года | 2-й Прибалтийский фронт                        | 15-я воздушная армия | -                                         | 336-я истребительная авиационная дивизия | -                                                     |
| 01.04.1945 года | Ленинградский фронт (Курляндская группа войск) | 15-я воздушная армия | -                                         | 336-я истребительная авиационная дивизия | -                                                     |
| 01.05.1945 года | Ленинградский фронт (Курляндская группа войск) | 15-я воздушная армия | -                                         | 336-я истребительная авиационная дивизия | -                                                     |

## Командиры
- майор Лагутин Пётр Иванович
- майор Борис Алексеевич Кукин
- майор, подполковник Владимир Викентьевич Сухорябов 15.07.1941 - 26.05.1942[2]
- майор Александр Александрович Тормозов 1942 - 20.09.42
- майор Владимир Карпович Нестеренко 20.09.42 - ?
- майор Лагутин Пётр Иванович
- майор Иван Яковлевич Федотов ? - 06.07.43
- Пологов, Павел Андреевич, подполковник  06.07.43 - 30.06.44
- майор, подполковник Василий Митрофанович Уханев[3] 27.07.44 - 09.1945
- майор Галузов Тихон Родионович 1904-02.06.1943г сбит в воздушном бою в районе Малоархангельска Курской обл, похоронен в д.Черниково Колпинский район Орловской обл.

## Награды и наименования
| Награда                | Дата          | За что получена |
| ---------------------- | ------------- | --- |
| «Седлецкий»            | 12.08.1944    | за отличие в боях за овладение городами Седлец, Минск-Мазовецки и Лукув                                                                                    |
| Орден Красного Знамени | 09.08.1944 г. | За образцовое выполнение заданий командования в боях с немецкими захватчиками, за овладение городом Хелм (Холм) и проявленные при этом доблесть и мужество |

## Отличившиеся воины полка
| Награда | Ф.И.О.                      | Должность                        | Звание            | Дата награждения | Данные о вылетах                                                                              | Примечания                                                      |
| ------- | --------------------------- | -------------------------------- | ----------------- | ---------------- | --------------------------------------------------------------------------------------------- | --------------------------------------------------------------- |
|         | Зудилов, Иван Сергеевич     | командир звена                   | младший лейтенант | 05.05.1942       | всего за войну 378 боевых вылетов, 100 воздушных боёв, лично 24 сбитых и в группе 6 самолётов | -                                                               |
|         | Конышев, Николай Сергеевич  | командир эскадрильи              | майор             | 18.08.1945       | всего за войну совершил 296 боевых вылетов, провёл 53 воздушных боя и сбил 18 самолётов.      | -                                                               |
|         | Кибкалов, Михаил Моисеевич  | командир звена                   | старший лейтенант | 15.05.1946       | всего 276 боевых вылетов, 38 воздушных боя, 17 лично сбитых самолётов и в группе 6 самолёта.  | -                                                               |
|         | Манкевич, Виктор Михайлович | штурман полка                    | майор             | 18.08.1945       | всего 200 боевых вылетов, 65 воздушных боя, 18 лично сбитых самолётов и в группе 6 самолёта.  | -                                                               |
|         | Харенко, Николай Михайлович | заместитель командира эскадрильи | лейтенант         | 23.07.1944       | -                                                                                             | 31.05.1944 двойным тараном сбил самолёт противника, остался жив |